# Cottonmouth
Para el primer Cottonmouth, Cornell Stokes, vea Cottonmouth (Cornell Stokes).
Cottonmouth —Boca de Algodón en España— es un villano ficticio que aparece en los cómics estadounidenses publicados por Marvel Comics. náyade

## Historial de publicaciones
Cottonmouth es un súper villano con temática de serpiente, asociado principalmente con la Sociedad Serpiente. Apareció por primera vez en Captain America vol. 1 # 310 (octubre de 1985), creado por el escritor Mark Gruenwald y el artista Paul Neary. Burchell Clemens fue mejorado artificialmente y se le dio la capacidad de extender su mandíbula a más de un pie y morder materiales sólidos como el hormigón. Apareció por primera vez como parte de la Sociedad de Serpientes, a menudo formando un equipo con el miembro de la Sociedad Asp. El equipo entró en conflicto con el Capitán América durante un golpe pagado en MODOK. Después de ser arrestado Líder de la sociedad Sidewinder. Liberaron a Cottonmouth y otros de la custodia. Cuando Viper tomó el control de la Sociedad de la Serpiente, Cottonmouth fue uno de los miembros que se opuso a ella, apoyándose en el Capitán América para derribar a Viper. Cottonmouth siguió siendo miembro cuando la Sociedad de la Serpiente se reorganizó como Soluciones de Serpientes.

## Biografía ficticia
Originalmente de Mobile, Alabama, Cottonmouth fue elegida por Sidewinder para unirse a un grupo de villanos con temática de serpientes, la Sociedad Serpiente. Con la capacidad de extender sus mandíbulas sobre un pie de ancho, le dieron colmillos de acero, posiblemente por parte de la Compañía Petrolera Roxxon, que utiliza para torturar a sus víctimas de una manera casi caníbal. Los músculos de su mandíbula son sobrehumanamente fuertes y pueden morder con suficiente fuerza para aplastar bloques de cemento o metales que son más suaves que el hierro. Sin embargo, se sabe muy poco sobre su pasado, aparte del hecho de que era un delincuente activo en la parte sur de los Estados Unidos.
Cottonmouth a menudo se apareaba con Asp, como cuando los dos publicitaban la Sociedad de Serpientes a Kingpin. La Sociedad de Serpientes fue contratada por A.I.M. para cazar a M.O.D.O.K. Durante su confrontación con M.O.D.O.K., Cottonmouth y su compañero Death Adder pudieron matarlo, lo que fue una gran victoria para su organización. Cottonmouth también luchó contra el Capitán América por primera vez. Pronto fueron derrotados por el Capitán América, pero pudieron escapar. También participó en la misión de recuperar el Puercoespín retirado. El traje, que resultó ser una trampa para el Capitán América. Cottonmouth fue herido durante la batalla, sus dientes fueron destruidos por el escudo del héroe estrellado. Él, junto con sus compañeros de equipo Rattler y Death Adder fueron finalmente derrotados y puestos en custodia. Sin embargo, no por mucho tiempo, ya que Sidewinder pronto los teletransportó a un lugar seguro. Cottonmouth y Rattler se enfrentaron a los hombres de Kingpin por el asesinato de Death Adder.
Durante la invasión de Viper, Cottonmouth se puso del lado de Diamondback y los otros miembros que se negaron a quitarle el liderazgo a Sidewinder. Más tarde traicionó a Diamondback, intentando morderle la cabeza después de que ella lo salvara, demostrando que su lealtad mentía con Viper. Luchó contra Steve Rogers como el Capitán durante esta confrontación. Cottonmouth participó en la misión de la Sociedad Serpiente para recuperar objetos místicos para Ghaur y Llyra, y luchó contra Psylocke y Tormenta de los X-Men. Él votó en contra de Diamondback durante el juicio de la Sociedad de la Serpiente contra ella. Junto a la Sociedad de la Serpiente, combatió al Capitán América. Paladín y Diamondback.
También ha luchado contra otros superhéroes como Pantera Negra y Luke Cage. Finalmente fue encarcelado, pero escapó con Hawkeye, Plant-Man y Headlok en Thunderbolts. Tomó el nombre real de Bushmaster, Quincy McIver, aunque su nombre real no ha sido revelado.
Cottonmouth fue luego localizado por Águila Americana en Arizona. Varios miembros de la Sociedad Serpiente, incluidos Anaconda, Black Mamba, Bushmaster y Cottonmouth, lucharon contra miembros de los Nuevos Vengadores en un lugar semi-tropical. Cottonmouth fue derrotado por Wolverine.
Se ha visto a Cottonmouth trabajando con la Sociedad Serpiente en varias ocasiones. Durante un encuentro con Deadpool, Cottonmouth recibió un disparo en el cráneo.
De alguna manera se recuperó, ya que fue visto robando un banco con la Sociedad, donde fue derrotado por la mutante Hope Summers.
Como parte del evento All-New, All-Different Marvel, Cottonmouth aparece como miembro de la Sociedad Serpiente de Viper con su nuevo nombre Solución Serpiente. Junto con Black Racer y Copperhead atacaron a Capitán América y Diamondback, donde el Capitán América se enteró muy tarde de que Diamondback es miembro de Solución Serpiente, donde ella lo noquea y lo lleva a la sede de Solución Serpiente.
Durante la parte de la historia de "El imperio secreto " de "Opening Salvo", Cottonmouth (junto con Solución Serpiente) es reclutado por el barón Helmut Zemo para unirse a su Armada del Mal.
En un preludio de la historia de "Hunted", varios miembros de la Sociedad Serpiente fueron capturados por Kraven el Cazador, Taskmaster y Black Ant y obligados a participar en una cacería asesina organizada por Arcade. Mamba Negra, Cottonmouth, Bushmaster, Black Racer, Puff Adder, Rock Python y Fer-de-Lance se colocaron en jaulas eléctricas para esperar a que comenzara la caza. Mamba Negra y Cottonmouth hablaron sobre su opinión de que Viper no es apto para liderar la Sociedad Serpiente. Son salvados de los Hunter-Bots por Buitre.

## Poderes y Habilidades
Debido a la reconstrucción biónica, Cottonmouth posee músculos de mandíbula y cuello mejorados, y dientes de acero que le permiten morder con fuerza suficiente para aplastar bloques de hormigón o deformar metales más blandos que el hierro, colgar de una cuerda por los dientes durante una hora y abrir su boca más grande que el tamaño de una cabeza humana.

## En otros medios

### Televisión
- Cottonmouth hace apariciones múltiples en Marvel Disk Wars: The Avengers. Aparece como miembro de la Sociedad de la Serpiente. Cottonmouth es derrotado por Spider-Man en el segundo episodio. Cottonmouth aparece más tarde junto a Rey Cobra y Diamondback para atacar a los Vengadores.

### Videojuegos
- Cottonmouth aparece como uno de los muchos personajes jugables en Lego Marvel Vengadores.[19]